# António Charrua
António Charrua fue un artista plástico portugués, escultor, nacido el año 1925 en Lisboa y fallecido el 21 de agosto de 2008 en  Évora. Trabajó también el grabado y la cerámica. 

## Datos biográficos
El año 1953 hizo su primera exposición, en la ciudad de Oporto, a partir de esa fecha realizó exposiciones regularmente a nivel nacional e internacional.
Fue galardonado en 1960 por la Fundación Calouste Gulbenkian, donde está representado. Algunas obras del pintor están también expuestas en el Museo Nacional de Soares dos Reis (Museu Nacional de Soares dos Reis), y en el Museo de Helsínquia.